# Акиртобинський сільський округ
Акиртоби́нський сільський округ (каз. Ақыртөбе ауылдық округі, рос. Акыртобинский сельский округ) — адміністративна одиниця у складі району Турара Рискулова Жамбильської області Казахстану. Адміністративний центр — село Акиртобе.
Населення — 3086 осіб (2021; 3192 у 2009, 3216 у 1999, 2562 у 1989).
Станом на 1989 рік існувала Акиртобинська сільська рада (селище Акиртобе), селище Малдибай перебувало у складі Новосельської сільської ради, з 1993 року — окремо Акиртобинський сільський округ та Малдибайська селищна адміністрація. 1997 року до складу Акиртобинського сільського округу були приєднані Кайиндинський сільський округ, Малдибайська селищна адміністрація, Орнецький сільський округ та Теренозецький сільський округ. 2001 року були відновлені Орнецький сільський округ та Теренозецький сільський округ (у складі останнього перебували населені пункти колишнього Кайиндинського сільського округу).

## Склад
До складу округу входять такі населені пункти:
| Населений пункт | Старі назви | Населення, осіб (1989) | Населення, осіб (1999) | Населення, осіб (2009) | Населення, осіб (2021) |
| --------------- | ----------- | ---------------------- | ---------------------- | ---------------------- | ---------------------- |
| Акиртобе, село  | -           | 2116                   | 2584                   | 2678                   | 2584                   |
| Малдибай, село  | -           | 446                    | 632                    | 514                    | 502                    |